# Brouwerij Van Overstraeten
Brouwerij Van Overstraeten is een voormalige brouwerij en erfgoed gelegen in de hoogstraat 18 te Hamme en was actief van 1908 tot 1944. Daarna was het een drankuitzetterij. 

## Geschiedenis
De gebouwen waren reeds een brandewijnstokerij van Joannes Baptist Van Lokeren en Isabella Rosa De Baere die omstreeks 1812 werden overgekocht door de familie Van Overstraeten en later door hen werd omgevormd tot bierbrouwerij. In 1944 werd gestopt met brouwen en werd het een bieruitzetterij met dezelfde naam.

## Gebouwen
Het brouwhuis heeft een L vormige grondplan en bestaat uit 2 bouwlagen met een zadeldak. Ze zijn opgetrokken in empirestijl en zijn van voor 1844. 
Het straatgebouw is nu een dubbelhuis en heeft een fraaie poort met kroonlijst uit hardsteen. De brouwsymbolen zijn verwerkt in de houten poort. 
de gevel werd vernieuwd in 1927 met imitatiebossage samen met de luiken en ramen.
De haaks staande aanbouw is van 1769 en is een restant van een groter geheel dat door Joannes Baptist Van Lokeren en Isabelle Rosa De Baere werd gebouwd. Het is eenlaags en beschikt over een geknikt zadeldak.
De gekasseide binnenkoer heeft ten westen nog een eenlaags gebouw voor dienstpersoneel  dat ook deels wasplaats en paardenstal was. In het noorden was een wagenatelier en in het oosten het brouwgebouw met jaartal 1898 en de initialen “E.V.(Q).D.S. / M.C.“ en twee roerstokken ingemetseld in de gevelsteen.

## Bieren[1]
- Triumph